# Josip Predavec
Josip Predavec (Rugvica, 2. srpnja 1884. – Dugo Selo, 14. srpnja 1933.), bio je hrvatski povjesničar, agronom, prosvjetljitelj hrvatskog seljaštva, političar.

## Životopis
Josip Predavec rodio se u Rugvici 1884. godine. Rodio se u obitelji siromašnih seljaka Janka Predavca i Jage r. Vlahović. Školovao se iz zaklade za školovanje nadarenih koju je osnovao veleposjednik Eduard Jelačić. Završivši klasičnu gimnaziju u Zagrebu odlazi u češki grad Tabor gdje završava Gospodarsku akademiju. Poslije završetka školovanja Predavec je proveo više od pola godine na gospodarskim putovanjima po Kranjskoj, Štajerskoj, Češkoj i Moravskoj te nakon toga odlazi u Dansku na više tjedana. Vrijeme do Prvoga svjetskog rata provodi u gospodarskome i političkome radu te osniva zadružne tečajeve i planira organizaciju stočarstva i mljekarstva u Gorskome kotaru. Za vrijeme Prvoga svjetskog rata, kao domobranski časnik, bio je prvo na bojištu u Srbiji, a zatim u Galiciji, a kada je po drugi puta ranjen dodijeljen je kao gospodarski stručnjak u Srbiju. Tijekom svoga boravka i djelovanja u Srbiji nastojao je očuvati Knjižnicu srbskog poljoprivrednog društva, držao je gospodarske tečajeve za seoske mladiće iz smederevskoga okruga, obnavljao rasadnike i upravljao školskim dobrima. Nakon rata vratio se u rodni kraj, zapravo u Dugo Selo gdje je prije rata kupio kuću te se više posvećuje politici, angažirajući se agilnije u tadašnjoj Hrvatskoj pučkoj seljačkoj stranci.
Ubijen je 14. srpnja 1933. godine ispred svoje kuće u Dugom Selu, a ubio ga je projugoslavenski nacionalist i terorist Tomo Koščec ↓1 iz Dugog Sela pod vrlo sumnjivim okolnostima i s otvorenom sumnjom na beogradski režim.
Pokopan je u Arkadama na Mirogoju zajedno s Stjepanom Radićem, Pavlom Radićem i Đurom Basaričkom.

## Politička djelatnost
Jedan je od suutemeljitelja HPSS-a te kasnije i dopredsjednik stranke. Nakon Prvoga svjetskog rata aktivno surađuje s braćom Radić te sudjeluje u osnivanju i vođenju seljačkih gospodarskih organizacija (Hrvatski seljački dom, Glavna zadruga hrvatskih seljačkih gospodarskih zadruga, Hrvatska seljačka zadružna banka, Osiguravajuća zadruga "Providnost"). Tajnikom Hrvatske pučke seljačke stranke postao je 1919. godine, a zatim i dopredsjednikom stranke.
Godine 1925., 2. siječnja, uhićen je zajedno s članovima vodstva HRSS-a Vladkom Mačekom, Jurjem Krnjevićem, Augustom Košutićem i Stjepanom Košutićem nakon što je 1. siječnja jugoslavenski kralj Aleksandar I. Karađorđević potvrdio odluku o "Obznani" protiv HSS-a. Iz zatvora su pušteni 18. srpnja iste godine nakon sporazuma HSS-a i NRS-a, te sastavljanja Radikalsko-radićevske vlade.
Uhićen je 10. prosinca 1929. godine pod optužbom da je kriv zbog stečaja Seljačke zadružne banke, a 7. lipnja 1930. godine, na montiranom sudskom procesu, osuđen je na dvije i pol godine zatvora i na tri godine gubitka građanske časti, te na pet tisuća dinara globe u korist fonda za podizanje kaznenih zavoda. Tijekom sudskog procesa glavni branitelj bio mu je dr. Mirko Košutić, a među ostalim braniteljima bili su dr. Ivan Pernar, dr. Matej Mintas, dr. Radivoj Walter, dr. Ivan Pobor, dr. Žiga Scholl, dr. Mile Budak i ini.
»O presudi Predavcu Maček je zabilježio: »Slučaj Predavca ilustrira najbolje koliko je režimu bilo uspjelo korumpirati sudstvo u Hrvatskoj. Sudac istražitelj, koji je imao u rukama Predavčev slučaj, došao je nakon dugotrajne istrage do uvjerenja da na Predavcu ne leži nikakva krivnja za slom Seljačke banke. Donio je radi toga pred senat prijedlog da se protiv Predavca svaki postupak obustavi i da on bude odmah pušten na slobodu. Predsjednik zagrebačkog sudbenog stola oduzeo je nato tomu poštenom sucu referat i sastavio takav senat koji je Predavca osudio.««
Nakon završetka sudskoga procesa Predavec je bio odveden na izdržavanje kazne u Lepoglavu i tijekom tamnovanja bio je još dva puta osuđivan. 8. rujna 1930. godine izveden je pred Sudbeni stol u Zagrebu pod optužbom kako je u veljači 1929. godine izjavio da kralj nije smio raspustiti Narodnu skupštinu i osuđen je na dodatna dva mjeseca. Drugi put izveden je pred sud u Bjelovaru, zajedno sa svojim odvjetnikom dr. Mirkom Košutićem, pod optužbom da je uvrijedio sud i biva osuđen na dodatnih 14 dana zatvora i novčanu kaznu, a dr. Mirko Košutić osuđen je na mjesec dana zatvora i novčanu kaznu.
Bio je jednim od potpisnika Zagrebačkih punktacija u studenome 1932. godine.
Nakon što je 29. travnja 1933. godine dr. Vladko Maček osuđen po Sudu za zaštitu države u Beogradu na kaznu zatvora u trajanju od 3 godine, vođenje HSS-a preuzeo je Josip Predavec, u čemu mu pomaže, po preporuci dr. Mačeka, dr. Ante Trumbić.

## Djela
- Gospodarstvo, prosvjeta, politika, Zagreb, 1907. (Suautori Franjo Novljan i Stjepan Radić)
- Pučka prosvjeta u Danskoj, Zagreb, 1909.
- O narodnom gospodarstvu, Zagreb, 1909.
- Federalizam naše carevine i narodno oslobodjenje, Zagreb, 1910. (Suautori Stjepan Radić i Ante Radić)
- Gospodarski zakoni i naredbe u hrvatskim i drugim slavenskim zemljama, 1912.
- Agrarizam kao svjetski pokret i glavne seljačke gospodarske potrebe u Hrvatskoj. Svezak I., Knjižnica gospodarskoga preporoda. Skupina I. Agrarna politika u znanosti i životu. Zagreb, 1912.
- Prevara i politika, Zagreb, 1929.

### Posmrtno
- Selo i seljaci, Zagreb, 1934. (Suautor i izdavač Božidar Murgić.)